# Arkansas RimRockers
Gli Arkansas RimRockers sono stati una squadra di pallacanestro che ha militato nella American Basketball Association e nella NBA Development League.
Secondo il sito dei tifosi dei RimRockers, il nome è stato deciso seguendo le indicazioni di alcuni appassionati di basket dell'Arkansas. Il termine rimrocker indica un cestista che facilmente va a canestro.
Ha esordito vincendo la White Division dell'American Basketball Association 2004-2005, per poi vincere il campionato battendo nella finale dei play-off i Bellevue Blackhawks. La franchigia si è poi iscritta alla NBA Development League. All'esordio si è classificata al quinto posto. Nel 2006-07, i RimRockers si classificano sesti ed ultimi nell'Eastern Division. La squadra è inattiva dal 2007.
Nel 2006-07, gli Arkansas RimRockers erano affiliati ad Atlanta Hawks, Memphis Grizzlies, Miami Heat.

## Record stagione per stagione
| 2004-05        | ABA            | White          | 1°             | 28 | 5  | 84,8 | vince quarti di finale (Ontario) 136-97 vince semifinali (Kentucky) 135-123 vince Final Four (Mississippi) 117-105 vince ABA Finals (Bellevue) 118-103 |           |           |
| 2005-06        | D-League       |                | 5°             | 24 | 24 | 50,0 | |           |           |
| 2006-07        | D-League       | Eastern        | 6°             | 16 | 34 | 32,0 | |           |           |
| Regular season | Regular season | Regular season | Regular season | 68 | 63 | 51,9 | 2004-2007 | 2004-2007 | 2004-2007 |
| Play-off       | Play-off       | Play-off       | Play-off       | 4  | 0  | 100  | 2004-2007 | 2004-2007 | 2004-2007 |